# José M. Cabanillas
José M. Cabanillas (23 septembre 1901 - 15 septembre 1979), est un contre-amiral de la marine des États-Unis qui, en tant qu'officier exécutif de l'USS Texas, a participé à l'invasion de l'Afrique du Nord et à la bataille de Normandie (également connue sous le nom de Jour J) pendant la Seconde Guerre mondiale.